# DragonQuest (rollspel)
DragonQuest är ett amerikanskt fantasy-rollspel, publicerat för första gången 1980 av Simulations Publications, Inc. (SPI).

## Regelsystem
DragonQuest använder ett egenproducerat regelsystem av traditionell typ, baserat kring procenttärningar, grundegenskaper och färdigheter. Det som utmärkte spelet när det kom och det som skiljde det från de flesta andra spel på marknaden var avsaknaden av färdiga yrken eller roller, som t.ex. krigare, tjuv eller trollkarl, som rollpersonerna skulle placeras i.

## Spelvärld
DragonQuest utspelas i Alusia, en värld skapad enkom för spelet. Alusia beskrivs mer i detalj i modulen Frontiers of Alusia.  

## Utgivning
1980 kom den första utgåvan av spelet ut. Den följdes två år senare av en andra utgåva. När sedan tillverkaren SPI gick i konkurs 1982 köptes rättigheterna till alla deras spel upp av TSR, vilka gav ut en tredje utgåva av spelet 1989. För närvarande ägs rättigheterna till DragonQuest av Wizards of the Coast.

### 1:a utgåvan
Den första utgåvan av DragonQuest kom ut 1980 och var i boxformat med tre lösa häften i. Boxens utsida pryddes av en illustration av en muskulös krigare med ett svärd i ena handen och ett avhugget drakhuvud i den andra.

### 2:a utgåvan
Den andra utgåvan släpptes 1982 och i form av en enda bok utan box med samma framsidesillustration som den föregående. Till denna utgåva gjordes ett fåtal men viktiga regeländringar från den föregående versionen. Den andra utgåvan kom i två versioner, en med mjuka pärmar och en med hårda. Den andra utgåvan är den som blivit mest spridd av spelets alla versioner.

### 3:e utgåvan
Den tredje utgåvan var den första och enda som gavs ut av TSR. Regelmässigt är det ingen större skillnad mellan denna utgåva och den som släpptes innan. Dock så har allt sådant i spelet som handlar om svart magi och demoner tagits bort, och detta på grund av den policy som TSR antagit i mitten av 1980-talet att ta bort allt som kunde verka stötande ur deras produkter. Den tredje utgåvan kom i form av en enda bok med mjuka pärmar.

## Publikationer
Även om spelets aktiva period var ganska kort hann ändå ett antal tilläggsmoduler ges ut. Förutom SPI och TSR gav även det amerikanska tillverkaren Judges Guild ut ett antal moduler till DragonQuest. Ett flertal äventyr och regeltillägg publicerades även i tidningarna Ares och Dragon Magazine.

### SPI
- Blade of Allectus, äventyrsmodul, 1980
- The Palace of Ontoncle, äventyrsmodul, 1980
- Frontiers of Alusia, världsmodul, 1981
- The Enchanted Wood, äventyrsmodul, 1981

### Judges Guild
- Heroes and Villains, bakgrundsmodul, 1982
- Magebird Quest, äventyrsmodul, 1982
- Starsilver Trek, äventyrsmodul, 1982

### TSR
- The Shattered Statue (DQ1/922), äventyrsmodul, 1987. Detta äventyr är vad tillverkaren kallade "Dual Game System Adventure", då det även kunde spelas med Advanced Dungeons & Dragons regler.

## Källhänvisningar
1. ↑  http://www.wizards.com/dnd/DnDArchives_History.asp
2. ↑  ”Arkiverade kopian”. Arkiverad från originalet den 14 januari 2010. https://web.archive.org/web/20100114210624/http://www.waynesbooks.com/DragonQuest.html. Läst 17 december 2009.